# Keude Tambue
Keude Tambue is een bestuurslaag in het regentschap Bireuen van de provincie Atjeh, Indonesië. Keude Tambue telt 829 inwoners (volkstelling 2010).